# Agrotis innocens
Agrotis innocens là một loài bướm đêm trong họ Noctuidae.